# اريك دونوفان
اريك دونوفان (بالإنجليزية: Eric Donovan)‏ (26 يوليو 1985 في جمهورية أيرلندا - ) هو ملاكم أيرلندي، صنّف ضمن فئة وزن الخفيف.

## إحصائيات
خاض خلال مسيرته 8 نزالات، فاز في 8 ولم يتعادل ولم يخسر. فاز بالضربة القاضية في 4 نزالات.

## روابط خارجية
- اريك دونوفان على موقع بوكس ريك (الإنجليزية) (registration required)